# Melanitta
Los negrones (Melanitta) son un género de aves anseriformes de la familia de las anátidas, (patos) que se distribuyen por el Hemisferio Norte, criando en altas latitudes e invernando en latitudes medias.

## Especies
Incluye, dependiendo del autor, entre tres y seis especies:
- Negrón común (Melanitta nigra) (Linnaeus, 1758)
- Negrón americano (Melanitta americana) (Swainson, 1832) - para algunos autores es una subespecie de M. nigra: M. nigra americana.[3]
- Negrón especulado (Melanitta fusca) (Linnaeus, 1758)
- Negrón aliblanco (Melanitta deglandi) Bonaparte, 1850) - en ocasiones considerada una subespecie de M. fusca.[2]
- Negrón siberiano (Melanitta stejnegeri) (Ridgway, 1887)
- Negrón careto (Melanitta perspicillata) (Linnaeus, 1758)